# Jaroslavice (zámek)
Zámek v Jaroslavicích na Znojemsku pochází ze 16. století. Je chráněn jako kulturní památka. Zároveň je veden na seznamu ohrožených památek.
Možnou záchranu velmi cenné architektonické památky komplikuje nevyjasněné vlastnictví, o něž se vede dlouholetý spor.

## Historie

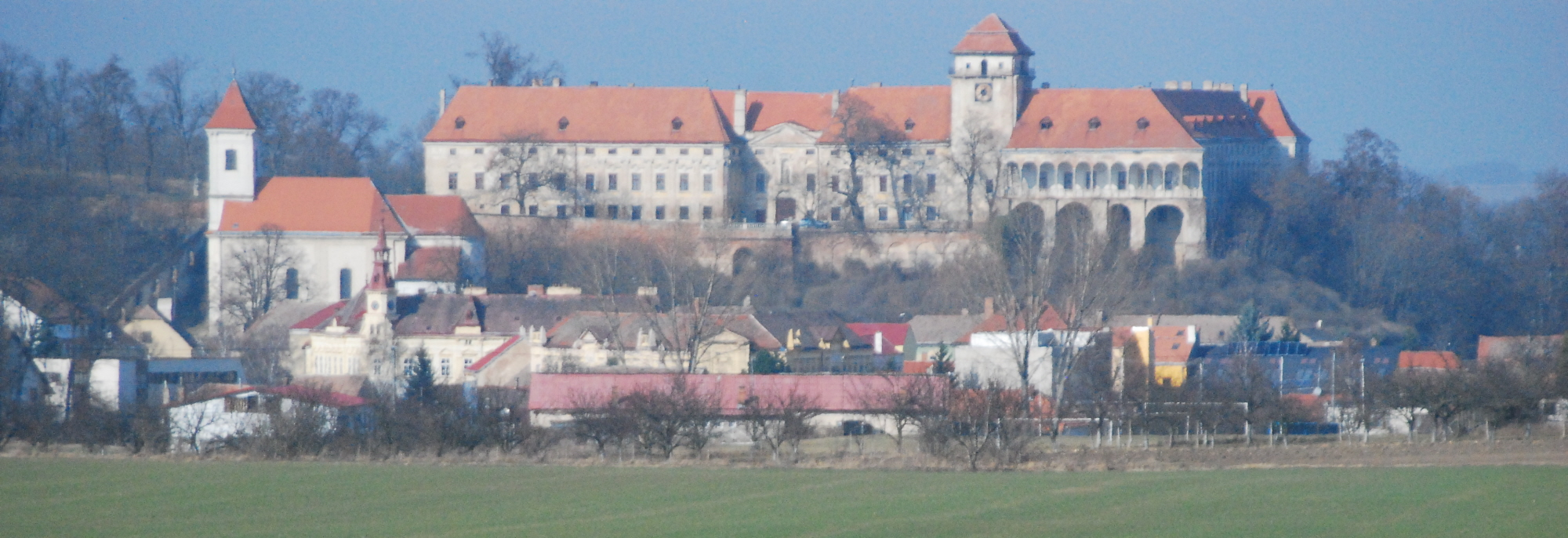
Zámek v Jaroslavicích

Na místě zámku se původně nacházela dřevěná tvrz, později hrad, který je připomínán v  roce 1249 jako sídlo znojemského purkrabího Bočka z Obřan. Poté jej vlastnili páni z Lipé. V roce 1567 jej hrabě Scipio z Archu nechal přestavět na rozlehlý čtyřkřídlý renesanční zámek. V 17. století byl barokně upraven italským stavitelem Domenicem Martinellim. Autorem návrhu druhé barokní přestavby, která proběhla v letech 1730–1736, byl Joseph Emanuel Fischer von Erlach. Až do roku 1790 byl zámek v držení rodu Althannů.
V roce 1835 zámek koupil hrabě Wilhelm Hompesch-Bollheim (1800–1861). V Jaroslavicích zemřel Ferdinand Hompesch-Bollheim (1843–1897), který byl na konci 19. století poslanec Říšské rady. Posledním majitelem zámku, který byl z rodu Hompesch-Bollheim, byl Pius Hompesch-Bollheim (1878-1914).
Posledním soukromým majitelem před druhou světovou válkou byl od roku 1919 hrabě August von Spee. Po válce připadl zámek státu, od roku 1949 do roku 1951 zde byl Tábor nucené práce pro ženy, kterých zde bylo internováno okolo 100. Po zrušení TNP začala objekt využívat armáda. V roce 1990 jej získala obec.
Zhruba v roce 2004 zámek odkoupil rakouský lékař Sigurd Hochfellner. O zámek však zároveň usilují potomci hraběte von Spee. Nejprve to byla jeho dcera, hraběnka Felicita von Spee, po její smrti jeho vnukové. Hochfellner se proto obává do opravy zámku více investovat, ačkoli určité rekonstrukční práce už zahájil. Opravil např. místní kapli.
Vleklý restituční spor zhoršuje havarijní stav zámku, který vyžaduje generální obnovu. Ve schodištní chodbě mezi kostelem sv. Jiljí a zámkem se zřítila klenba.

## Zajímavosti
Zámek si filmaři zvolili jako místo pro natáčení filmu Andělská tvář (2002) a seriálu Černí baroni (2003) a pohádku Tři srdce (2006).